# Житловий комплекс «Лазурний блюз»
Житлови́й ко́мплекс «Лазу́рний блюз» — 26-поверховий хмарочос у Києві. Розташований на вулиці Туманяна, 15А.

## Характеристики
Хмарочос складається з семи секцій від А до Ж, які налічують від 22 до 26 поверхів. Конструкція будівлі — монолітно-каркасна.

## Джерело
- Житловий комплекс «Лазурний блюз» [Архівовано 23 липня 2010 у Wayback Machine.]